# Patakbanteng
Patakbanteng is een bestuurslaag in het regentschap Wonosobo van de provincie Midden-Java, Indonesië. Patakbanteng telt 2303 inwoners (volkstelling 2010).